# Silifke
Silifke (Selefke; griego: Σελεύκεια, Seleukeia; latín: Seleucia ad Calycadnum) es una localidad y distrito situada en el centro-sur de la provincia de Mersin, junto al río Göksu, no lejos de los montes Tauro, Turquía. Sus coordenadas son 36°22′N 33°56′E / 36.367, 33.933.

## Historia
Silifke fue llamada en la antigüedad Seleucia ad Calycadnum; fue citada en ocasiones por autores clásicos como Seleucia Cilicia, Seleucia Isauria, Seleucia Trachea o Seleucia Tracheotis
Fue fundada con el nombre de Seleucia por el rey Seleuco I Nicátor. La ciudad, que tenía una población abundante en tiempos de Estrabón, fue cuna de los filósofos peripatéticos Ateneo y Jenarco.